# La Sobarriba
La Sobarriba est une comarque espagnole de la province de León, dans la communauté autonome de Castille-et-León
Elle est constituée des localités des municipios de Valdefresno et Villaturiel, ainsi que d'une partie des localités du municipio de Vegas del Condado.
La comarque se situe à proximité de la capitale provinciale de León ; son altitude moyenne est d'environ 830 mètres.
Le paysage de La Sobarriba est typique d'un páramo, avec des collines douces entre les rivières Porma, Torío et Bernesga. De ces trois rivières vient le nom de la comarque qui dérive de « Supra Ripa » signifiant « sobre los ríos ».
Le nom est également en relation la Hermandad (confrérie) de La Sobarriba, mouvement populaire consacré à la défense des petits noyaux ruraux, face aux communautés urbaines.

## Localités constituant la comarque

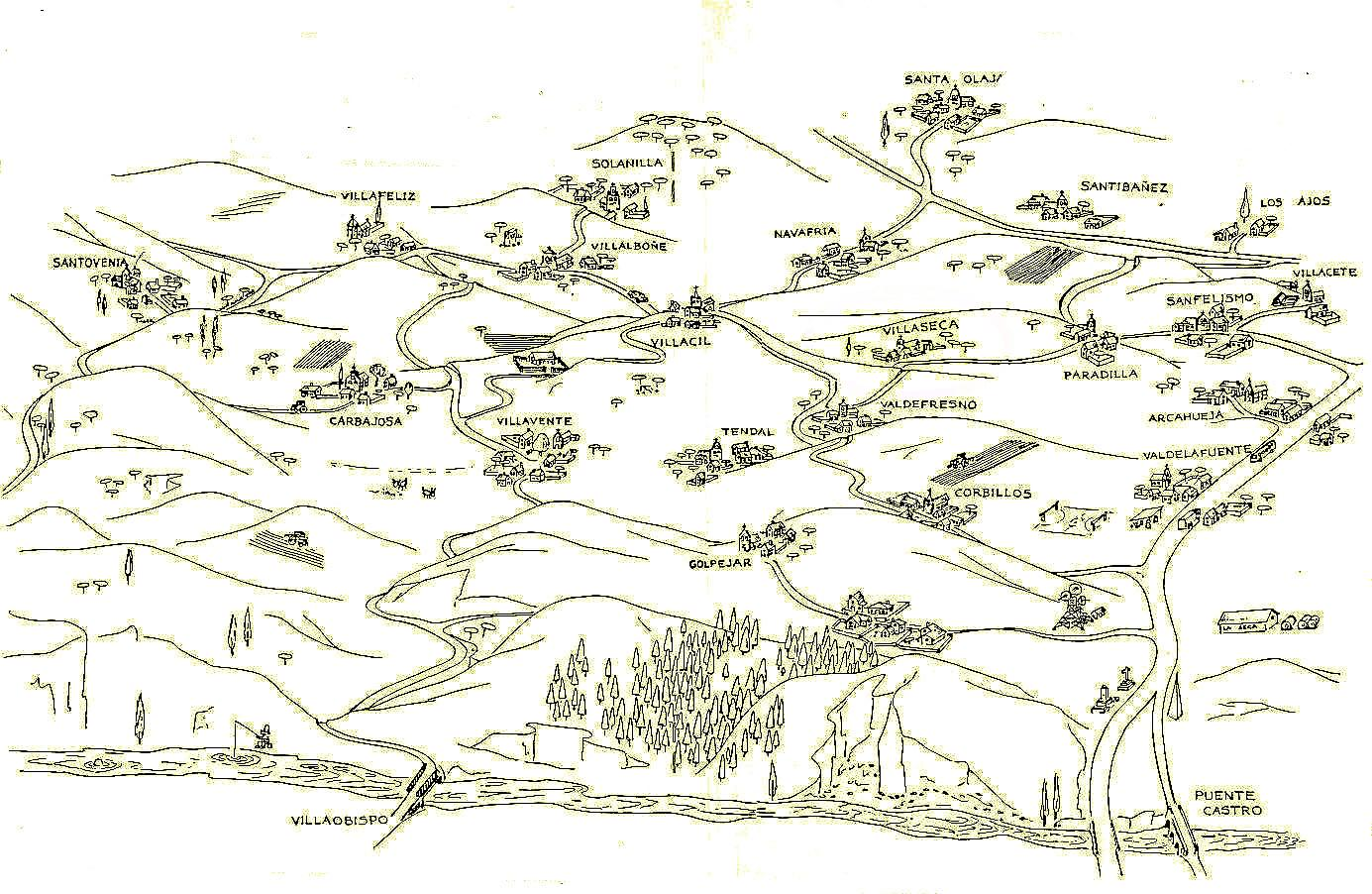
Carte ancienne de La Sobarriba.

| Arcahueja                  |  | Alija de la Ribera        |  | Castro del Condado      |
| Carbajosa                  |  | Castrillo de la Ribera    |  | Represa del Condado     |
| Corbillos de la Sobarriba  |  | Mancilleros               |  | Santa María del Condado |
| Golpejar de la Sobarriba   |  | Marne                     |  | Secos del Condado       |
| Navafría                   |  | Marialba de la Ribera     |  | Villamayor del Condado  |
| Paradilla de la Sobarriba  |  | Roderos                   |  |                         |
| Sanfelismo                 |  | San Justo de las Regueras |  |                         |
| Santa Olaja de Porma       |  | Santa Olaja de la Ribera  |  |                         |
| Santibáñez de Porma        |  | Valdesogo de Abajo        |  |                         |
| Santovenia del Monte       |  | Valdesogo de Arriba       |  |                         |
| Solanilla                  |  | Villaturiel               |  |                         |
| Tendal                     |  |                           |  |                         |
| Valdefresno                |  |                           |  |                         |
| Valdelafuente              |  |                           |  |                         |
| Villacete                  |  |                           |  |                         |
| Villacil                   |  |                           |  |                         |
| Villafeliz de la Sobarriba |  |                           |  |                         |
| Villalboñe                 |  |                           |  |                         |
| Villaseca de la Sobarriba  |  |                           |  |                         |
| Villavante                 |  |                           |  |                         |

## Sources et Références
- (es) Cet article est partiellement ou en totalité issu de l’article de Wikipédia en espagnol intitulé « La Sobarriba » (voir la liste des auteurs).